# Caropsis verticillatoinundata
Caropsis verticillatoinundata är en växtart i släktet Caropsis och familjen flockblommiga växter. Den beskrevs av Jean Thore som Sison verticillatoinundatum, och fick sitt nu gällande namn av Stephan Rauschert 1982.
Arten är en flerårig ört som förekommer i sydvästra och västra Frankrike samt i västra Portugal.